# Big Molly Upsim Lake
Big Molly Upsim Lake är en sjö i Kanada.   Den ligger i provinsen Nova Scotia, i den sydöstra delen av landet, 800 km öster om huvudstaden Ottawa. Big Molly Upsim Lake ligger 186 meter över havet. Arean är 5,2 kvadratkilometer. Den sträcker sig 5,8 kilometer i nord-sydlig riktning, och 3,5 kilometer i öst-västlig riktning.
I omgivningarna runt Big Molly Upsim Lake växer i huvudsak blandskog. Trakten runt Big Molly Upsim Lake är nära nog obefolkad, med mindre än två invånare per kvadratkilometer.